# Ahmet Yılmaz Çalık
Ahmet Yılmaz Çalık (Ankara, 1994. február 26. – Ankara, 2022. január 11.) válogatott török labdarúgó.

## Pályafutása
2005-ben a Gençlerbirliği korosztályos csapatában kezdte a labdarúgást. 2011-ben mutatkozott be az első csapatban, ahol 2017-ig játszott. 2017 és 2020 között a Galatasaray, 2020-tól haláláig a Konyaspor labdarúgója volt. A Galatasaray csapatával két bajnoki címet és egy törökkupa-győzelmet ért el.
2015 és 2017 között nyolc alkalommal szerepelt a török válogatottban és egy gólt szerzett. Részt a 2016-os Európa-bajnokságon.
2022. január 11-én közlekedési balesetben vesztette életét.

## Sikerei, díjai
Galatasaray
- Török bajnokság
  - bajnok (2): 2017–18, 2018–19
- Török kupa
  - győztes: 2019